# Vireo plumbeus
El vireo plomizo (Vireo plumbeus) es una especie de ave paseriforme de la familia Vireonidae perteneciente al numeroso género Vireo. Anida en Estados Unidos y México y migra hacia regiones más meridionales de su zona de reproducción. Es también residente en América Central. 

## Distribución y hábitat
Se distribuye desde el centro oeste de Estados Unidos, por México, Guatemala, Belice, El Salvador, hasta Honduras.
Su hábitat preferencial son los bosques templados donde anida y los bosques montanos húmedos tropicales o subtropicales, donde también anida y es residente.

## Subespecies
Según la clasificación del Congreso Ornitológico Internacional (IOC) (Versión 6.2, 2016) se reconocen 4 subespecies, con su correspondiente distribución geográfica:
- Vireo plumbeus plumbeus Coues, 1866 - anida en el centro oeste de Estados Unidos (sur de Idaho, Wyoming, sureste de Montana y suroeste de Dakota del Sur hacia el sur hasta el este de California, centro de Arizona y oeste de Texas) al sur hasta el suroeste de México (hasta Guerrero y centro sur de Oaxaca); pasa los inviernos desde el sur de Arizona (raramente) al sur a través del oeste de México.
- Vireo plumbeus gravis Phillips, AR, 1991 - anida en el centro este de México (norte y oeste de Puebla, probablemente noreste de Hidalgo); en los inviernos también al sur hasta el sureste de Veracruz.
- Vireo plumbeus notius Van Tyne, 1933 - Belice.
- Vireo plumbeus montanus van Rossem, 1933 - sur de México (extremo sureste de Oaxaca, Chiapas) hacia el sur hasta Honduras.

Las subespecies propuestas V. p. pinicolus (montañas del noroeste de México, de Sonora hasta Durango y Zacatecas) y V. p. repetens (cinturón de bosques de roble-piñón-enebro del centro de México) son listadas por la clasificación Clements Checkist o tratadas como sinónimos de la nominal. La subespecie propuesta jacksoni (del centro sur de Montana) es sinónimo de la nominal.